# المعهد الدولي للزراعة الاستوائية
المعهد الدولي للزراعة الاستوائية (بالإنجليزية: International Institute of Tropical Agriculture - IITA) مؤسسة غير ربحية وغير الحكومية تهتم بتطوير وتعزيز جودة المحاصيل الزراعية وإنتاجيتها، وخفض مخاطر المنتج والمستهلك، وتوليد الثروة من الزراعة، سعياً إلى تحقيق الأهداف النهائية تقليل الجوع وسوء التغذية والفقر وتحسين حالة تدهور الموارد الطبيعية في أفريقيا. تم تأسيس المعهد في عام 1967م في مدينة إبادن، الجنوب الغربي لدولة نيجيريا. منذ إنشائه، قام المعهد بأنشطة وبرامج في مختلف أنحاء البلاد وفي دول إفريقية أخرى مثل بينين والكاميرون وغانا ودخلت في اتفاقيات مع مظمات مختلفة كما حازت على جوائز عديدة مثل جوائز خدمة العملاء في نيجيريا (Nigeria Customer Service Wards) في عام 2013م.

## تاريخ
تأسس المعهد الدولي للزراعة الاستوائية في عام 1967م في إبادان. جاءت فكرة المعهد من رغبة مؤسستي فورد (Ford) وروكفلر (Rockefeller) في إنشاء مركز لتحسين جودة الأطعمة الاستوائية. جاء المعهد إلى الوجود مع إصدار المرسوم 32 لعام 1967. وكان جزءً من الأهداف الأولية للمعهد تطوير نظام زراعي إنتاجي أفضل، واختيار وتربية أصناف المحاصيل عالية الغلة المقاومة للأمراض والآفات وتعزيز البحوث الزراعية في المناطق الرطبة والاستوائية. يقع المعهد في البداية على مساحة 1000 هكتار. ركز المعهد على برنامج تحسين الحبوب، وبرنامج تحسين الحبوب والبقوليات، وأنظمة الزراعة وبرنامج تحسين الجذور والدرنات. يتكون نظام تحسين الحبوب والبقوليات من برنامج فول الصويا واللوبيا والدرنات المكون من اليام والكسافا. في عام 1971م، انضم المعهد إلى ( Consultative Group for International Agricultural Research-CGIAR). وأضافت فيما بعد منتجات الأشجار مثل الموز.

## جوائز
1. جائزة خدمة العملاء في نيجيريا (2016)[7]
2. جائزة نيجيريا للمزارعين والأعمال الزراعية[3]
3. جائزة خدمات الحجر الزراعي النيجيري[8]

## محطات
1. بينين
2. الكاميرون
3. كونغو (الجمهرية الدمقراطية)
4. تمالي (غانا)
5. أكرا (غانا)
6. كينيا
7. مالاوي
8. موزمبيق
9. نيجيريا (إبادان - كانو - ريفرز - أبوجا)
10. تنزانيا (أروشا - دار السلام)
11. أوغندا
12. زامبيا

## روابط خارجية
1. الموقع الرسمي للمعهد الدولي للزراعة الاستوائية